# Case STX Steiger
Case STX Steiger je kmetijski traktor ameriškega proizvajalca Case IH. Traktor je nadaljevanje modelov proizvajalca Steiger Tractor, ki ga je Case IH prevzel leta 1986. Traktorje proizvajajo v Fargu, Severna Dakota.

## Specifikacije
- Delovna prostorninia: 9-15 L[1]
- Moč: 368 KM (274 kW)-589 KM (439 kW)
- Kapaciteta goriva: 758 - 1138 L
- Teža (kolesna verzija): 17 960-24 494 kg
- Teža (Quadtrac): 26308 kg
- Medosna razdalja 353 - 391 cm
- Največja hitrost: 30 km/h